# Russisk Amerika
Russisk Amerika (russisk: Русская Америка, tr. Russkaja Amerika) var navnet på de russiske kolonier i Nordamerika fra 1733 til 1867. Besiddelserne spænder over dele af, hvad der nu er de amerikanske stater Californien, Alaska og to havne på Hawaii. Formelt inkorporering af besiddelserne af Rusland fandt sted ved et dekret af Zar Paul I, ukasen, fra 1799, der etablerede et monopol for det russisk-amerikanske selskab og også gav den russisk-ortodokse kirke visse rettigheder i de nye besiddelser. Mange af dens bosættelserne blev forladt i 1800-tallet. I 1867 solgte Rusland sine sidste resterende besiddelser til USA for 7,2 millioner dollars (1,76 milliarder dollars i 2015).